# Lac d'Ausseilla
Le lac d'Ausseilla est un lac pyrénéen français situé administrativement dans la commune d'Arrens-Marsous dans le département des Hautes-Pyrénées, dans le Lavedan en Occitanie.
Le lac a une superficie de 1 ha pour une altitude de 2 192 m, il atteint une profondeur de 5 m.

## Géographie
Le lac d'Ausseilla est un lac naturel situé dans la vallée d'Arrens en val d'Azun.

### Topographie
|                       | Col d'Uzious (2 236 m)  |                             |
| Soum d'Arrê (2 626 m) | lac d'Ausseilla         |                             |
|                       | Pic des Loups (2 655 m) | Pic de Hautafulhe (2 647 m) |

### Hydrographie
Le lac a pour émissaire le ruisseau de Labas.

## Protection environnementale
Le lac est situé dans le parc national des Pyrénées et fait partie d'une zone naturelle protégée, classée ZNIEFF de type 1 : Versant est du Gabizos

## Voies d'accès
Le lac d'Ausseilla est accessible par le versant nord-est par le sentier longeant le ruisseau de Labas au départ  du parking du lac du Tech.